# Jón Dagur Þorsteinsson
 (avril 2025).
Jón Dagur Þorsteinsson, né le 26 novembre 1998 à Kópavogur en Islande, est un footballeur international islandais, qui évolue au poste d'ailier gauche au Hertha Berlin.

## Biographie

### Débuts professionnels
Natif de Kópavogur en Islande, Jón Dagur Þorsteinsson est formé par le club de sa ville natale, le HK Kópavogur. Il est repéré par le club anglais de Fulham FC, où il signe en 2015. Cependant, il ne joue jamais en équipe première avec le club de Londres.
Le 31 août 2018, il est prêté au Vendsyssel FF, tout juste promu en Superligaen pour la saison saison 2018-2019. Le 17 mai 2019 Þorsteinsson prolonge d'un an avec Fulham et son retour dans le club de Londres est annoncé.

### AGF Aarhus
Le 25 juin 2019, l'AGF Aarhus annonce le transfert de Jón Dagur Þorsteinsson, qui s'engage pour un contrat de trois ans,. Il joue son premier match sous ses nouvelles couleurs le 15 juillet 2019, lors de la première journée de la saison 2019-2020 de Superligaen face à l'Hobro IK. Il entre en jeu à la place de Jakob Ankersen, et les deux équipes se neutralisent (1-1). Il marque son premier but dès sa deuxième apparition, le 19 juillet suivant, contre le champion en titre, le FC Copenhague. Entré en jeu à la place de Mustapha Bundu, son but ne permet toutefois pas à son équipe d'éviter la défaite (2-1 score final).

### OH Louvain
Libre après la fin de son contrat avec l'AGF Aarhus, Jón Dagur Þorsteinsson s'engage le 4 juillet 2022 en faveur de l'OH Louvain, alors qu'il était également suivi par le Standard de Liège et le KV Malines.

### Hertha Berlin
Le 27 août 2024, Jón Dagur Þorsteinsson rejoint l'Allemagne afin de signe en faveur du Hertha Berlin pour un contrat courant jusqu'en juin 2027.

### En sélection
Jón Dagur Þorsteinsson commence sa carrière internationale avec l'équipe d'Islande des moins de 17 ans. Avec cette sélection il joue un total de dix matchs entre 2014 et 2015.
Þorsteinsson officie à plusieurs reprises comme capitaine des espoirs. Il inscrit trois buts lors des éliminatoires de l'Euro espoirs.
Le 11 octobre 2018, Jón Dagur Þorsteinsson figure pour la première fois sur le banc des remplaçants de l'équipe nationale A, mais sans entrer en jeu, lors d'une rencontre amicale face à l'équipe de France (score : 2-2). Il honore finalement sa première en sélection avec l'équipe d'Islande le 15 novembre 2018, contre la Belgique. Il entre en jeu en toute fin de match, en remplacement d'Albert Guðmundsson. La rencontre se solde par la défaite de son équipe (2-0). Le 11 janvier 2019, il inscrit son premier but pour l'Islande, lors d'un match amical face à la Suède, après être entré en jeu. Le match se termine sur le score de deux partout.